# São Tomé do Castelo
São Tomé do Castelo is een plaats (freguesia) in de Portugese gemeente Vila Real en telt 990 inwoners (2001).